# Чаган (озеро)
Чаган, Шаган, Балапан, або Атом-Куль (каз. Шаған) — озеро на заході Східноказахстанської області у Казахстані, створене за допомогою підземного ядерного вибуху (проєкт «Чаган») 15 січня 1965 року. Вода в озеро надходить з річки Шаган (притока Іртиша). Часто згадується як «атомне озеро».

## Історія
Ядерний вибух був проведений під землею в заплаві річки Шаган (Чаган), у свердловині № 1004 на глибині 178 метрів 15 січня 1965 року, о 5 годині 59 хвилин 59 секунд ранку за Гринвічем. Надалі планувалося в Казахстані за допомогою ядерних вибухів створити близько 40 штучних водойм загальним обсягом 120—140 млн м³. У таких глибоких резервуарах з оплавленим дном і невеликим дзеркалом випаровування планували акумулювати весняні стоки вод.
На початку 1965 року русло річки Шаган з'єднали каналом з вирвою, що утворилася внаслідок ядерного вибуху. Пізніше тут була побудована кам'яно-земляна гребля з водопропускними спорудами.

## Опис

Озеро Чаган

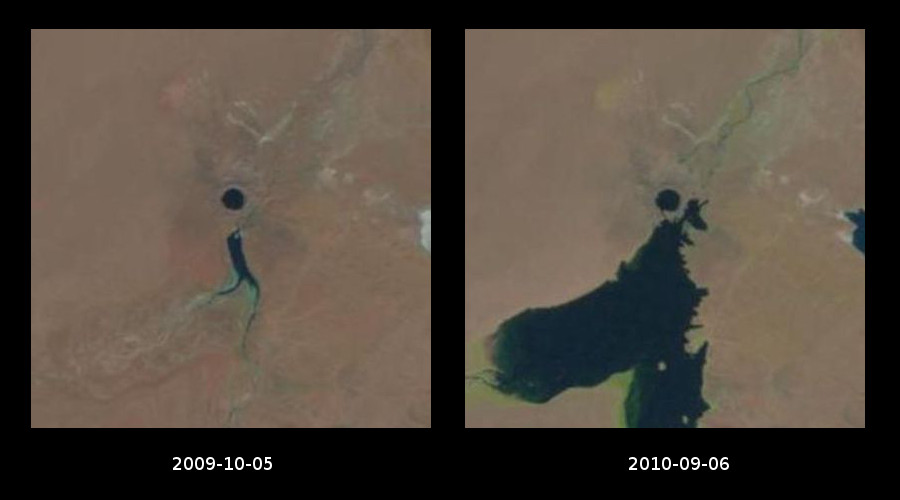
Озеро Чаган 2009 і 2010 року

Площа двох резервуарів озера Чаган — 5,92 км². Обсяг води — 19,1 млн м³. Глибина — близько 100 метрів. Озеро складається з двох резервуарів: перший, створений вибухом внутрішній резервуар, має форму кратера, діаметр 520 метрів, висоту зовнішнього брусверу 20-35 метрів, площу дзеркала — 0,13 км², обсяг води від — 7 до 10 млн. м³, з'єднаний вузькою протокою з другим, зовнішнім резервуаром (заплава річки Шаган). В умовах напівпустелі площа дзеркала і обсяг води в другому резервуарі залежить від багатьох факторів, у першу чергу від пори року і опадів у зимовий період.